# Medaglia di Waterloo (Brunswick)

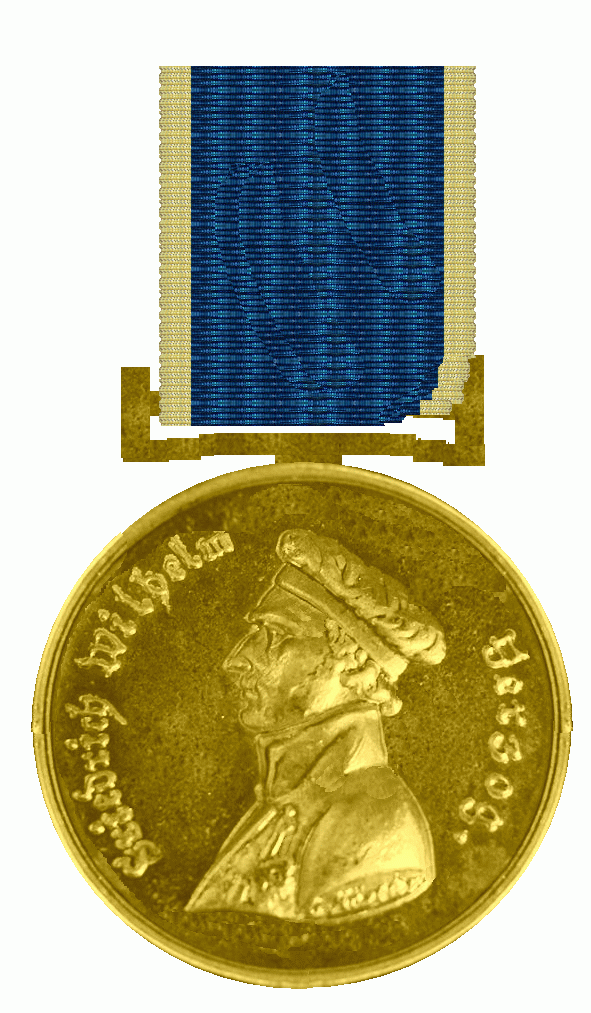
Medaglia di Waterloo

La medaglia di Waterloo fu una medaglia di benemerenza creata nell'ambito del Ducato di Brunswick.

## Storia
La medaglia di Waterloo venne fondata l'11 giugno 1818 dal principe reggente di Hannover, il principe Giorgio d'Inghilterra, per conto del duca Carlo II di Brunswick che si trovava in condizioni di minore età. Essa venne creata per commemorare la campagna anti-napoleonica in Belgio combattuta dai soldati del Brunswick nel 1815, e in particolare venne scelta come ricompensa per i combattenti alla battaglia di Quatre Bras del 16 giugno e di quella di Waterloo del 18 giugno 1815.

## Insegna
La medaglia era realizzata col bronzo dei cannoni strappati al nemico francese e riportava sul dritto l'effigie del duca Federico Guglielmo in uniforme, voltato verso sinistra, con la scritta "FRIEDRICH WILHELM HERZOG VON BRUNSWICK 1815". Sul retro, invece, si trovava lo stemma dello stato, sovrastante due scene di guerra rappresentanti Quatre Bras e Waterloo.
Il nastro della medaglia era giallo con una fascia azzurra per parte.
La medaglia venne conferita in un totale di 5.607 esemplari.